# 금송아지

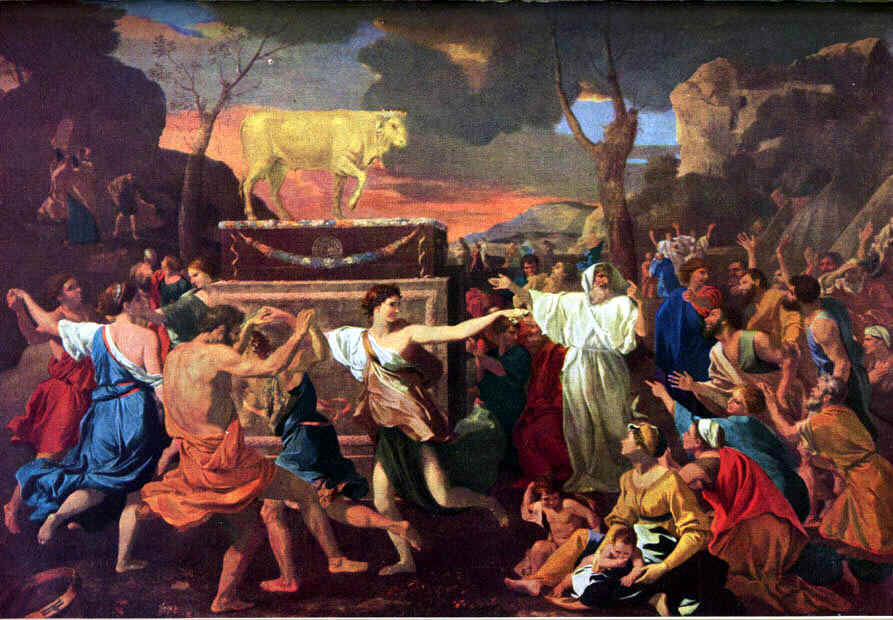
금송아지를 숭배하는 사람들

금송아지(金 - , 영어: golden calf)는 황금으로 만든 송아지 형상이다. 구약 성경의 출애굽기 32장에 등장하며 이스라엘의 물질주의와 배금주의 등의 타락과 우상숭배를 상징했다.

## 이설
광야의 금송아지 이야기는 여로보암의 이야기와 닮아있다. 여로보암의 아들들은 아론의 아들들인 나답과 아비'후'와 거의 동일한 이름인 나답과 아비'야'였으며, 그는 백성들을 위해 아론처럼 금송아지를 세워 숭배하게 하였다. 학계에서는 광야의 금송아지 이야기가 여로보암의 제의 회복이 야훼 숭배와 일치하지 않는 이유와 반발심으로 구성된 이야기였을 것으로 본다.

## 같이 보기
- 토럭터니